# Réglettes Cuisenaire
 (septembre 2021).
Si vous disposez d'ouvrages ou d'articles de référence ou si vous connaissez des sites web de qualité traitant du thème abordé ici, merci de compléter l'article en donnant les références utiles à sa vérifiabilité et en les liant à la section « Notes et références ».
Les réglettes Cuisenaire sont un ensemble de réglettes colorées, utilisées pour l'apprentissage du calcul par les jeunes enfants. Il s'agit d'une méthode de calcul très moderne qui s'inscrit totalement dans l'approche actuelle de l'enseignement des mathématiques à l'école fondamentale. Elle existe pourtant depuis 1952.

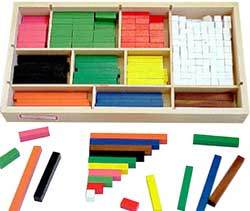
Boîte de réglettes Cuisenaire.

## Méthode

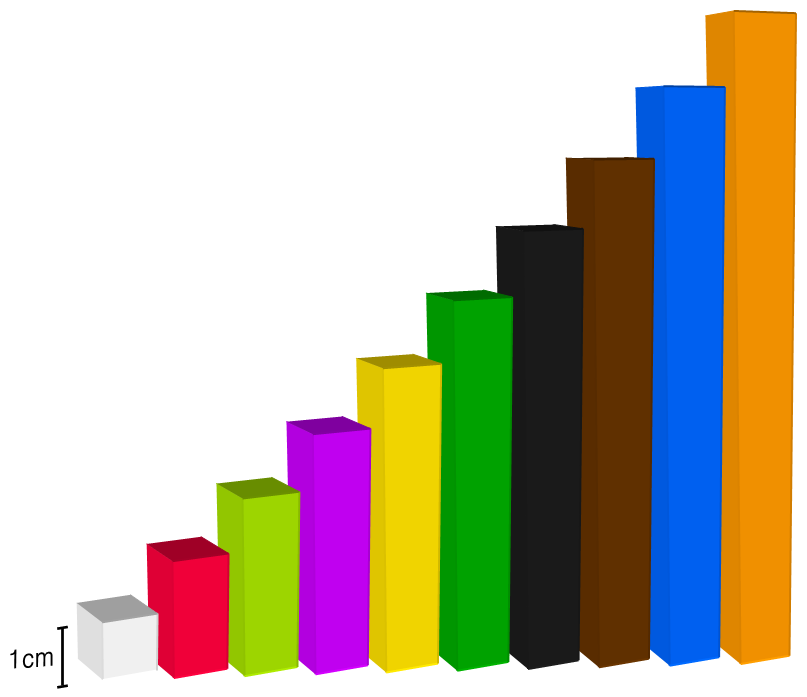
Les réglettes ont une section de 1 cm x 1 cm, et leur longueur est un multiple de 1 cm.

Exemples de multiplication, addition et soustraction.

L'approche se fait par le jeu : manipulation des réglettes en jeu libre, puis en jeu dirigé pour atteindre une notion fondamentale du calcul. À chaque étape, l'enfant peut s'autocontrôler, puis s'autocorriger. Ceci est beaucoup plus rapide et plus valorisant pour l'enfant que la correction « au crayon rouge » de l'enseignant.
C'est cette approche du raisonnement par étape qui éclairera plus facilement l'enseignant sur les difficultés rencontrées par certains enfants.
Un va-et-vient permanent entre le concret et l'abstrait permet également à l'enfant de comprendre l'utilité des sciences mathématiques.

## Historique
La méthode d'enseignement du calcul dite méthode des « nombres en couleurs » fut inventée par le pédagogue belge Georges Cuisenaire, en 1952. Cette méthode fut popularisée par le livre « Les Nombres en couleurs », puis par le pédagogue et mathématicien égyptien Caleb Gattegno.